# كيككولي
كان كيككولي (بالإنجليزية: Kikkuli)‏ «مدرب الخيول الرئيسي [أسوساني] [(بالإنجليزية: assussanni)‏] لأرض ميتاني» (LÚA-AŠ-ŠU-UŠ-ŠA-AN-NI ŠA KUR URUMI-IT-TA-AN-NI) الحورية ومؤلف نص يتحدث عن تدريب خيول العربات الحربية مكتوب بشكل أساسي باللغة الحيثية (بالإضافة إلى لغة هندوآرية قديمة، تشبه اللغة الفيدية، كما هو موضح في عديد الأرقام والكلمات المستعارة). يرجع تاريخ النص إلى المملكة الحيثية الحديثة (حوالي 1400 قبل الميلاد). النص مهما نظرا للمعلومات التي يقدمها حول تطور اللغات الهندوأوروبية (الغة الحيثية والركيزة اللغوية الهندوآرية في ميتاني) ونظرا لمحتواه. نُقِش النص على ألواح مسمارية اكتُشفت أثناء أعمال التنقيب في بوغاز كوي وخاتوشا في عامي 1906 و 1907.

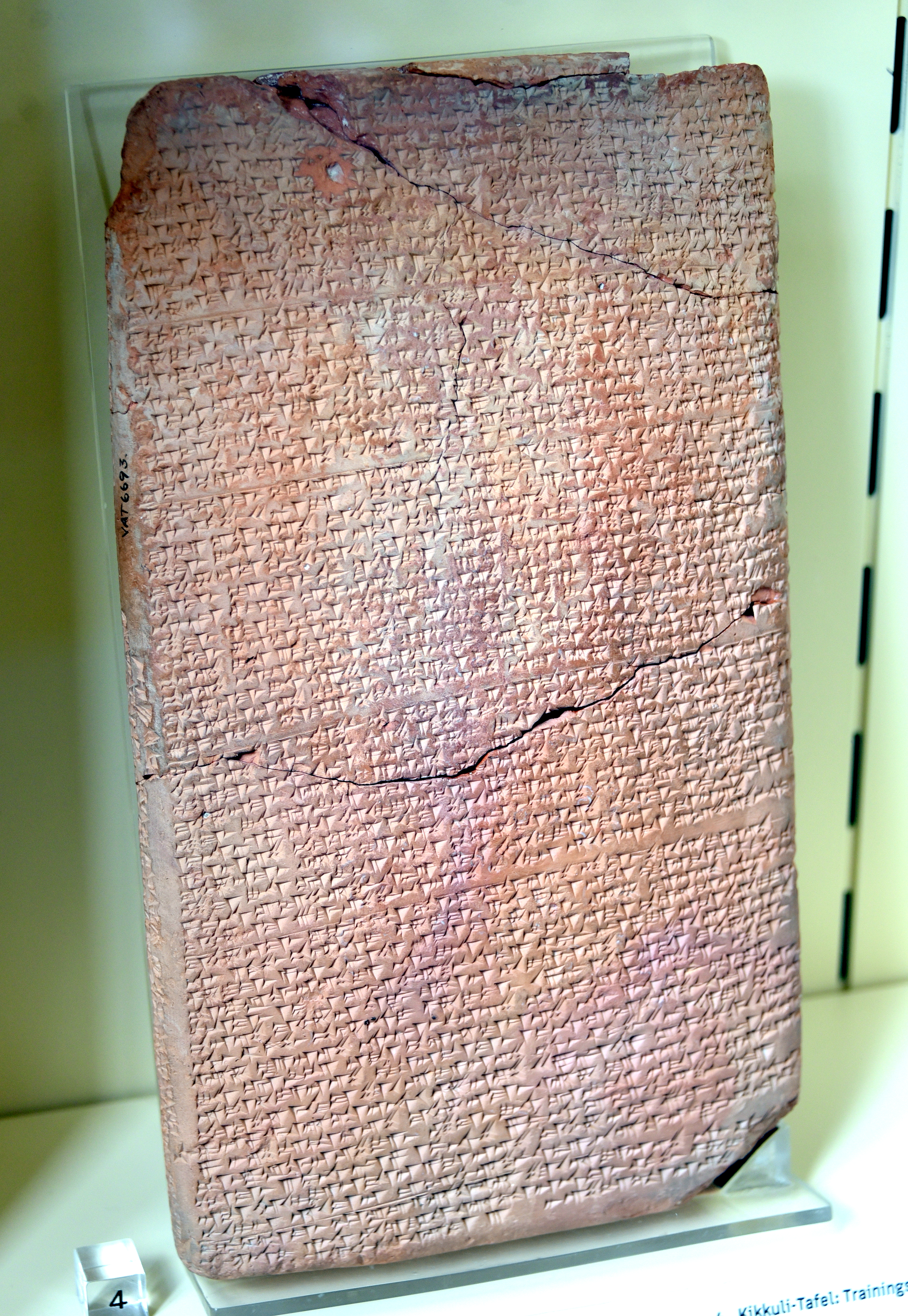
نص كيككولي. لوح طيني، برنامج تدريبي لخيول العربات. شراء 1909، المصدر غير معروف. القرن الرابع عشر قبل الميلاد. متحف الشرق الأدنى في برلين، VAT 6693

## المحتوى والتأثير
«هكذا يتحدث كيككولي، مدرب خيول أرض ميتاني» (UM.MA Ki-ik-ku-li LÚA-AŠ-ŠU-UŠ-ŠA-AN-NI ŠA KUR URUMI-IT-TA-AN-NI).
هكذا يبدأ نص كيككولي. يحتوي النص على وصفة كاملة لتكييف (التمرين والتغذية) خيول الحرب الحيثية على مدى 214 يومًا.
يتناول نص كيككولي فقط تكييف الحصان وليس تعليمه. تم الاعتراف بأهل ميتاني كقادة في تدريب الخيول وكنتيجة لتقنيات تدريب الخيول التي تم تعلمها من كيككولي، قام الحيثيون بتشكيل إمبراطورية للمنطقة التي أصبحت تركيا وسوريا ولبنان وشمال العراق. استخدم النظام تقنيات «التدريب المتقطع» المشابهة لتلك المستخدمة بنجاح من قبل المتسابقين وراكبي التحمل وغيرهم اليوم والتي لم تتم دراسة مبادئها إلا من قبل باحثي الطب الرياضي للخيول في الثلاثين عامًا الماضية. تضمن برنامج كيككولي تقنيات «الطب الرياضي» مقارنة بالأفكار الحديثة مثل مبدأ التقدم وأنظمة التحميل القصوى ونظرية استبدال الكهارل، والتدريب على السرعة والفترات والتكرار. كان موجهاً إلى الخيول التي تحتوي على نسبة عالية من ألياف العضلات بطيئة النتوء.
كما هو الحال في التدريب التقليدي الحديث (على عكس التدريب بالفترات)، تم تثبيت خيول كيككولي وفركها وغسلها بالماء الدافئ وتغذيتها الشوفان والشعير والتبن ثلاث مرات على الأقل يوميًا. على عكس تدريب الخيول التقليدي كانت الخيول تخضع لفترات تسخين. علاوة على ذلك، تضمن كل مثال على الضرب توقفًا مؤقتًا لإرخاء الحصان جزئيًا. ومع تقدم التدريب، فإن التدريبات تتضمن فترات توقف خلال مشيات الخيول. وهو نفس مستوى التدريب الفاصل المستخدم في العصر الحديث. ومع ذلك، فقد استفاد كيككولي كثيرًا من الفترات الطويلة التي تقود الخيول في الخبب والمشية بدلاً من تسخيرها في عربة.
بين عامي 1991 و 1992، أجرت الدكتورة آن نيلاند من جامعة إنجلترا الجديدة، بأستراليا نسخا تجريبيا لنص كيككولي بأكمله خلال فترة سبعة أشهر المنصوص عليها في النص مع الخيول العربية. نُشرت النتائج في «طريقة كيككولي لتدريب لياقة الحصان»، حيث ادعي نيلاند أن أساليب كيككولي في بعض النواحي متفوقة على نظيراتها الحديثة.

## النصوص المتبقية
1. فهرس النصوص الحيثية 284، أفضل نسخة محفوظة، نسخة متأخرة من الحيثيين (القرن الثالث عشر قبل الميلاد)
2. فهرس النصوص الحيثية 285، نسخة حيثية معاصرة مع مقدمة طقسية
3. فهرس النصوص الحيثية 286، نسخة حيثية وسطى معاصرة

يتكون فهرس النصوص الحيثية 284 من أربعة ألواح طينية محفوظة جيدًا أو ما مجموعه 1080 سطرًا. يتميز النص بوجود كلمات مستعارة من لغة ميتاني (وهي لغة هندوآرية)، على سبيل المثال تتشابه المركبات الرقمية «أيكا» (بالإنجليزية: aika-)‏ و «تيرا» (بالإنجليزية: tera-)‏ و «بانزا» (بالإنجليزية: panza-)‏ و «ساتا» (بالإنجليزية: satta-)‏ و«ناوا-وارتانا» (بالإنجليزية: nāwa-wartanna)‏ (وتعني تباعا «واحد، ثلاثة، خمسة، سبعة، تسع فترات»، تقريبًا مع مركبات رقمية باللغة الفيدية «آيكا، تراياس، بانسا، سابتا، نافا-فارتانا» (بالإنجليزية: áikā-، tráyas-، páñca- saptá-، nava-vartana)‏. يبدو أن كيككولي واجه بعض الصعوبة في الحصول على مفاهيم من لغة ميتاني محددة عبر اللغة الحيثية، لأنه كثيرًا ما يعطي مصطلحًا مثل «الفترات» في لغته الخاصة (والتي تشبه اللغة الفيدية) ثم يقول «هذا يعني...» ويشرحها باللغة الحيثية.